# Call of Duty: Advanced Warfare
Call of Duty: Advanced Warfare és un videojoc d'acció en primera persona desenvolupat per Sledgehammer Games i High Moon Studios, distribuït per Activision, pertanyent a la franquícia Call of Duty. És l'onzè lliurament numèric dins de la mateixa saga i la primera desenvolupada per Sledgehammer Games i High Moon Studios. Va ser llançat el 4 de novembre de 2014 per PlayStation 4, Xbox One, Xbox 360, PlayStation 3 i Microsoft Windows.
El seu desenvolupament va començar a finals de 2011, poc després del llançament de Call of Duty: Modern Warfare 3. Sledgehammer va contractar als actors veterans Troy Baker i Kevin Spacey per als papers principals. El joc està ambientat en un futur en el qual tindrà lloc la tecnologia i armament avançat, amb vestits que donen habilitats sobrehumanes als soldats, aquestes poden ser: supersalts, escalar parets, múltiples habilitats i magranes especials.

## Premissa
D'acord amb una font que parla respecte del primer tràiler mostrat:
| « | "... es mostra al conegut actor Kevin Spacey com a cap d'una corporació militar (Atles) disposada a prendre control dels Estats Units i la resta del planeta per la força, comptant amb l'ajuda de soldats amb vestits especials, sofisticat armament i altres dispositius dignes ..." | » |

A més, la trama d'aquest videojoc transcorre l'any 2054 a 2061.

### Personatges
- Jack Mitchell (Troy Baker) : Protagonista principal en aquesta nova aventura tecnològica.[4] A més, serà l'únic personatge jugable i només compartirà la seva veu a través de les cinemàtiques del joc. Va perdre un braç en l'explosió Corea del Sud en 2054 i va ser substituït per un braç robòtic. Pel que fa a l'actor, Troy Baker, se sap que també va interpretar en els aclamats Metall Gear Solid V: The Phantom Pain (PlayStation 3, PlayStation 4, Xbox 360, Xbox One), The Last of Us (PlayStation 3) i BioShock Infinite (Xbox 360, Microsoft Windows i PlayStation 3), per la qual cosa ja és un veterà a prestar la seva veu per a tals finalitats.
- Jonathan Irons (Kevin Spacey) : Fundador i cap corporatiu d'Atles, una organització militar privada mundialment coneguda, que té l'ambició de prendre als Estats Units i el món.[5] Serà el segon paper principal com antagonista del joc.
- Gideon : Millor amic de Mitchell des de la mort de Will. Apareix des de la missió "Iniciació". Es canvia de bàndol en la missió "Xoqui". El seu estat és desconegut (Suposadament Mort), ja que en el final de "Exo Supervivència", en el mapa "Riot" després de rescatar al jugador dels Zombies i comprovar si es troba bé, un Zombie ho pren i li arrossega fora del Warbird.
- Ilona (Angela Gots) : Ex-spetsnaz, va pertànyer a Atles fins que es va canviar de bàndol.
- Cormack (Russell Richardson) : Marine Nord-americà, Va ser Sergent de Mitchell i Will durant la guerra de Corea del Sud, Capdavantera de "Força operativa Sentinel", ostatge d'Atles en "Capturat", Mor dessagnat després d'un tret de Jonathan Irons en una localització desconeguda en 2061.
- Hades (Sharif Ibrahim): Líder del grup terrorista KVA.
- Wiliam "Will" Irons (Paul Telfer) ): Fill de Jonathan i marine dels estats units, mor producte d'una explosió a Corea del Sud en 2054.

### Nivells
| Missió         | País          | Localització/és                   |
| -------------- | ------------- | --------------------------------- |
| Iniciació      | Corea del Sud | Centre de Seül                    |
| Atles          | Estats Units  | Maryland                          |
| Tràfic         | Nigèria       | Lagos                             |
| Fissió         | Estats Units  | Seattle                           |
| Repercussions  | Estats Units  | Detroit                           |
| Caça humana    | Grècia        | Santorini                         |
| Utopia         | Iraq          | Nova Bagdad                       |
| Sentinel       | Tailàndia     | Bangkok                           |
| Xoc            | Antàrtida     | Est de l'Antàrtida                |
| Biolaboratorio | Bulgària      | Strandja                          |
| Ensulsiada     | Estats Units  | Puente Golden Gate, San Francisco |
| Armada         | Estats Units  | Estret Golden Gate, San Francisco |
| Propulsió      | Iraq          | Nova Bagdad                       |
| Capturat       | Iraq          | Nova Bagdad                       |
| Terminal       | Iraq          | Nova Bagdad                       |

## Desenvolupament

Call of Duty: Advanced Warfare serà l'onzè lliurament dins de la sèrie. A part d'això, el seu desenvolupament es va prendre prop de tres anys per concretar-se, convertint-se així, en la primera a ser planejada durant un llarg temps.

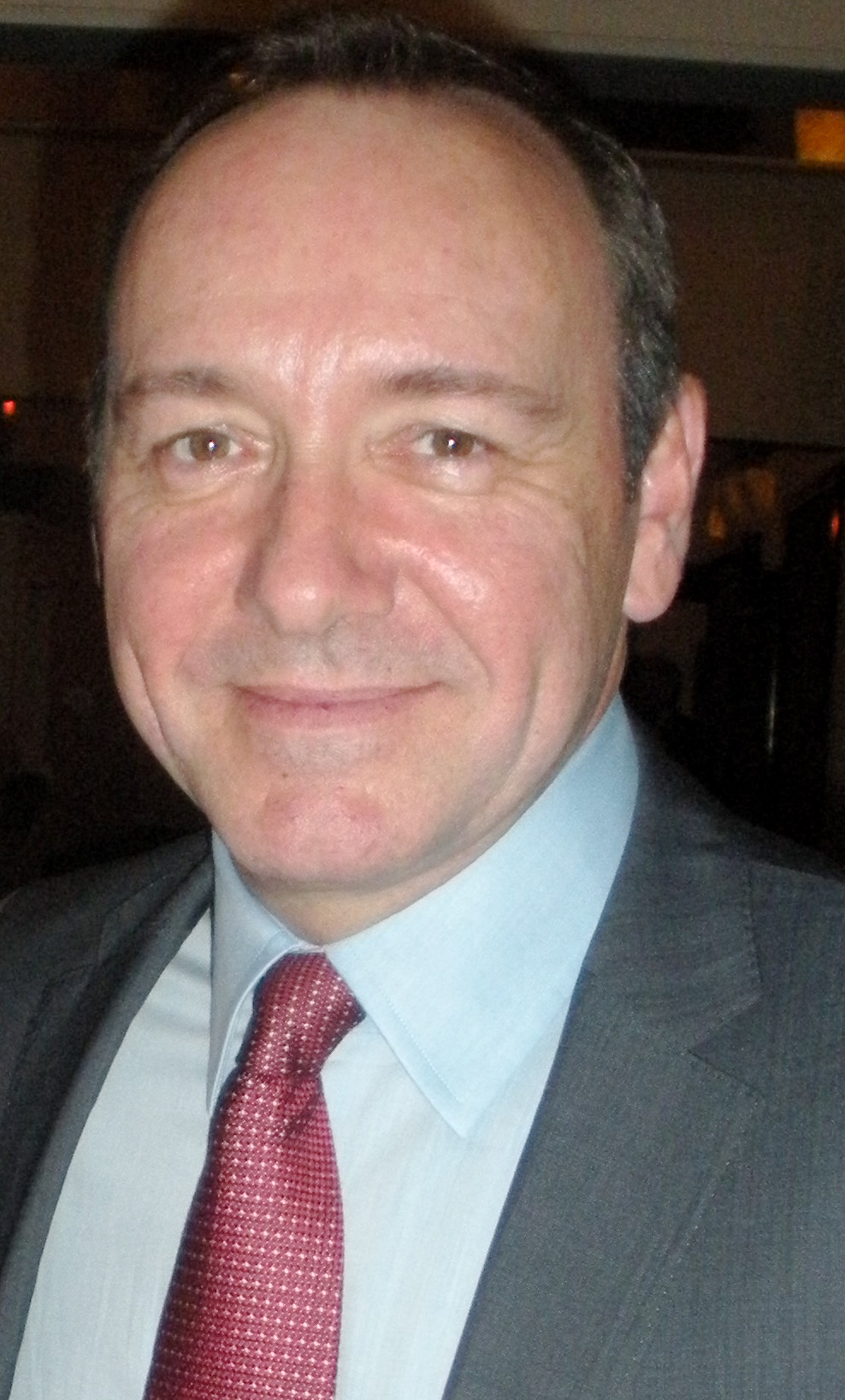
L'actor Kevin Spacey va prestar la seva veu i imatge per a aquest joc amb el personatge secundari i antagònic Jonathan Irons.

A partir de maig de 2014, a la pàgina de la sèrie es va mostrar una imatge enunciant la frase "Una Nova Era Ha Arribat" ("A New Age Arrives") fixant el dia 4 per desvetllar el proper joc. No obstant això, el 2 d'aquest mateix mes el tràiler oficial del mateix havia arribat mostrant imatges com dels personatges i escenaris, així com de l'actor Kevin Spacey que tindrà paper en aquest joc. Pel que fa a això, es va saber amb anterioritat que el proper lliurament seria desenvolupada per Sledgehammer Games, qui prèviament havia participat en la producció de Call of Duty: Modern Warfare 3 de la mà de Infinity Ward.
Pel que sembla, com era normal esperar-se un joc cada any de la sèrie anant per part de cadascuna de les subsidiàries de Activision com el són la mateixa Infinity Ward, Treyarch i precisament Sledgehammer, aquesta vegada va establir una nova ordre en el desenvolupament per a cadascuna dels lliuraments propers a llançar-se ara començant amb Infinity Ward (2013), Sledgehammer (2014) i Treyarch (2015), doncs, només la primera i última havien treballat durant tot el transcurs de la sèrie juntament amb la mateixa Activision, una cada any de Call of Duty (2004) a Call of Duty: Ghosts (2013).
Amb el primer pla que es va presentar del joc, aquest seria de moment el lliurament més futurista i avançada de la franquícia depassant a l'antic Call of Duty: Black Ops II. Serà el projecte més "innovador" i "ambiciós" de tots segons va reportar Activision. I d'altra banda, s'hauria donat salt a una nova experiència en l'àmbit jugabilístico, a segons, per pròpies paraules del CEO de Activision, Eric Hirshberg.
Així també, com a dada addicional, el dia 4 que era la data originalment planejada per anunciar el joc es va revelar més informació pel que fa als involucrats per al treball dins del desenvolupament del mateix, com que Harry Gregson-Williams (conegut compositor de la saga Metall Gear Solid) ara ho tornarà a fer per a aquest projecte. Troy Baker (qui va treballar en altres lliuraments de la sèrie com Call of Duty: Modern Warfare 2 i Call of Duty: Black Ops), també va ser esmentat com la veu protagonista per dur-se a terme durant la realització de la campanya.

També que, Kevin Spacey, qui va ser revelat durant el primer tràiler oficial de la nova i proper lliurament de la sèrie, va respondre sobre l'actitud i caràcter que portarà el seu personatge en referència al seu altre paper (Frank Underwood) en la sèrie de televisió House of Cards després d'una entrevista amb la revista experta en videojocs Game Informer:
| «               | Serà la primera vegada que participi en un videojoc el que em aproparà a una nova audiència, que resulta interessant quan comences a fer alguna cosa nova. […] Crec que tots dos personatges gaudeixen de fer que les coses funcionin sense gaire planificació i sense fer gaire cas a les regles. Això resulta en el millor element disruptiu per a un videojoc. | » |
| — —Kevin Spacey | |   |

Per a maig de 2014, una altra notícia va sortir a l'aire pel que fa a la realització del joc, ja que, Glenn Schofield (un dels fundadors i gerent general de Sledgehammer Games) va declarar que li va prendre a l'equip desenvolupar la història més de dos anys i mig. També, Michael Condrey (cofundador de Sledgehammer) havia dit que van realitzar aquest lliurament amb una seqüela pròpia per desenvolupar-se en un futur proper.

## Sinopsi
L'any de 2054 un jove soldat anomenat Jack Mitchell ingressa a l'Exèrcit dels Estats Units al costat del seu amic Will Irons, comandada pel Sergent Cormack, l'objectiu principal és assegurar la capital de Corea del Sud, Seül la qual està protegida per l'exèrcit Nord-coreà, després de passar per la ciutat semi-destruïda un avió arriba per donar suport als nord-coreans (llançadora Havoc), llavors Will i Mitchell tractar destruir-ho amb unes càrregues, però el braç de Will es queda atrapat en la porta de l'avió, i explota, matant a William i amb els enderrocs de l'avió, tallant-li el braç a Mitchell, llavors Mitchell és operat i dau de baixa per les seves ferides.
En el funeral de Will, Mitchell coneix al pare del seu amic, Jonathan Irons que posseeix una corporació de defensa americana cridada Atles, llavors, Mitchell tement una possible catàstrofe global s'uneix a Atles, aquí coneix a Gideon i a Ilona, dos soldats d'Atles, també cal destacar que li construeixen un braç robòtic, a causa de l'amputació del seu braç en "Iniciació", li entrenen en el camp de tir, i li donen armament per a les missions properes que s'aniran fent en el joc passant, per les ciutats de Lagos, Seattle, Detroit, etc. En la missió "Caça Humana". Atles intenta frenar als KVA, tractar matar a Hades, intentant infiltrar-se a l'edifici on es troben els principals líders dels KVA, llavors Mitchell intenta matar amb un dron a Hades, però va resultar que va ser un parany i el que va matar Mitchell no era Hades, si no un doble, que havia posat una bomba a la cambra, matant a diversos soldats, llavors cal dirigir-se als carrers, seguint-li el rastre a Hades, després d'enfrontar-se a onades d'enemics, una camioneta a tota velocitat xoca i atropella a Mitchell, després arriba Hades amb la finalitat de matar als dos, però Mitchell aconsegueix curta la gola a Hades per matar-ho, donant fi a la missió.

Atles aconsegueix la seva victòria més important, matant a Hades, llavors Jonathan Irons es converteix en un heroi global. Després Mitchell i Ilona troben un vell arxiu, que conté un missatge d'un cientific que col·laboro per fer a Manticore, un virus letal que és capaç d'assassinar centenars de soldats en un minut, llavors es veu a Irons disparant-li en el cap amb una Atles 45, Mitchell i Ilona se senten traïts, llavors arriben uns agents blindats d'Atles, que amenacen amb disparar-los, però llavors Mitchell aconsegueix matar-los i fugen de Nova Bagdad i són rescatats per l'ex-sergent de Mitchell, Cormack, després s'incorporen a Sentinel, i aquí s'adonen que Irons és el veritable enemic, després es dirigeixen a l'Antàrtida per apoderar-se d'una base d'Atles, però els descobreixen i quan van estar a punt de capturar-los, Gideon mata als soldats que els estaven apuntant, també disculpant-se amb ells per no unir-se abans a Sentinel, després d'enfrontar-se a soldats d'Atles arriben a la base secreta en la qual, Gideon li dona una Stinger M7 a Mitchell per derrocar un avió amb carregament destinat per Irons. Llavors descobreixen que aquest carregament té el virus "Manticore", Atles té l'antídot perquè les tropes enemigues morin i les tropes d'Atles sobrevisquin a tan letal trobada, després es dirigeixen a una antiga refineria en Strandja, Bulgària amb la finalitat de destruir les plantes de Manticore, després d'aquesta missió es dirigeixen a San Francisco per derrocar els UAV enemics i evitar que la ciutat sigui destruïda per Atles, després de passar el Golden Gate, arriben a l'estret Golden Gate per apoderar-se de l'àrea. Després d'això, anar a Nova Bagdad per realitzar un atac a la base d'Atles, però aquí Mitchell, Ilona, Gideon i Cormack van ser capturats per Atles a causa que Manticore els va afeblir i es veuen cara a cara amb Irons, el qual li va destruir el braç a Mitchell i li va disparar a Cormack, la qual cosa ho va deixar molt feble, Irons escapa, igual que Mitchell i els altres, en aquesta missió s'ira passant per la base principal d'Atles, aquí es veuran molts cossos en lliteres o penjats, conseqüència de Manticore. Després d'aquesta missió es dirigeixen a Nova Bagdad a la recerca de Irons. Quan arriben Cormack mor dessagnat a causa del tret de Jonathan Irons, també s'assabenten que Irons planeja bombardejar a I.O.A amb míssils de Manticore, matant a molta gent innocent. No hi havia esperança que ells tres puguin contra un exèrcit de més de 100.000 homes, llavors ideen el pla d'entrar a la base amb vestits amb torreta, coets i míssils equipats, anomenats Goliath, després de travessar la base, lluitant amb soldats blindats i Goliaths, arriben a un edifici on Irons hackea els seus exos, incapaços de moure's, Mitchell s'allibera del seu exo i persegueix a Irons el qual tira de l'edifici, matant-ho, llavors s'escolta la veu de Mitchell dient:
| «               | - "Vam arribar a aquest món amb els ulls tancats, i tots vivim de la mateixa manera. Irons es va adonar de les injustícies del món, i va creure que podia resoldre-les. Si tenia la resposta, se la va endur amb ell a la tomba." - | » |
| — Jack Mitchell | |   |

## Modes de joc
Campanya
La campanya és una introducció del joc per a la veritable acció que és el multijugador. Al llarg de les 15 missions de la campanya, tindràs accés a totes les habilitats i armes per poder familiaritzar-te amb elles i els seus controls.
Supervivència
En aquesta manera t'hauràs d'enfrontar a onades de soldats que intentaran matar-te. Té quatre nivells de dificultat, una vegada superat els quatre nivells desbloquejaràs un cinquè nivell de zombis.
Multijugador
El multijugador és l'essència de Call of Duty. Consta de 15 maneres de jocs, que estan dividits en quatre grups: manera bàsica, manera extrema, manera bonificació i manera de classificació.
També compta amb un sistema de subministraments que està dividit en dues parts: subministrament avançat i normal, el subministrament normal té menys probabilitats de donar armes elit i fins i tot donar-te només dos objectes mentre que el subministrament avançat sempre dona tres objectes però amb major probabilitat de donar-te coses bones. Hi ha dues formes d'aconseguir-los, la primera és completant els desafiaments i l'altra és comprant-los en la tenda.

### Exo-Zombies
És la nova manera de joc de Advanced Warfare on igual que la manera zombis de Treyarch has de sobreviure a una quantitat infinita de zombis, però en el cas de Advanced Warfare és la continuació de la Campanya i Supervivència Exo.

### Armes de multijugador

#### Armes Primàries

##### Fusells d'assalt
- Lever Action (Actualització de Xbox One, PlayStation 4 i PC)
- AE4 (Havoc DLC):
- Bal-27
- AK12
- ARX-160
- HBRa3
- IMR
- MK14
- STG-44 (Actualització de Xbox One, PlayStation 4 i PC)
- AK-47 (Actualització de Xbox One, PlayStation 4 i PC)
- M16 (Actualització de Xbox One, PlayStation 4 i PC)

##### Subfusells
- Repulsor (Actualització de Xbox One, PlayStation 4 i PC)
- MP40 (Actualització de Xbox One, PlayStation 4 i PC)
- KF5
- MP11
- ASM1
- SN6
- SAC3 (Sola i Duals amb Actualització en Xbox One, PlayStation 4 i PC)
- AMR9
- Sten (Actualització en Xbox One, PlayStation 4 i PC)

##### Fusells de precisió
- Lynx
- MORS
- NA-45
- Atles 20mm
- SVO (Actualització de Xbox One, PlayStation 4 i PC)

##### Escopetes
- Tac-19
- S-12
- Bulldog
- Trabuc (Actualització de Xbox One, PlayStation 4 i PC)
- Cauteritzador Cel-3 (Actualització per Xbox One, PlayStation 4 i PC, Arma especial del mode Exo-Zombies)

##### Armes pesants
- Ohm (Ascendance DLC)
- EM1
- Pytaek
- XMG
- EPM3
- Ameli

##### Armes especials
- LMD
- Escut pesat
- M1 Irons (Actualització per a totes les Consoles)

#### Armes Secundàries

##### Pistoles
- M1911 (Actualització de Xbox One, PlayStation 4 i PC)
- Atles 45
- RW1
- MP443 Grach
- PDW

##### Llançacohets
- Stinger M7
- MAAWS
- MAHEM

##### Especials
- Ballesta

#### Mapes
- Ascend
- Bio Lab
- Comeback
- Defensar
- Detroit
- Greenband
- Horizon
- Instict
- Recovery
- Retreat
- Riot
- Solar
- Terrace

##### Havoc
- Core
- Drift
- Sideshow
- Urban
- Outbreak (Exo-Zombies)

##### Ascendance
- Chop Shop
- Climate
- Perplex
- Site 244
- Infection (Exo-Zombies)

##### Supremacy
- Compound
- Kremlin
- Parlament
- Skyrise
- Carrier (Exo-Zombies)

##### Reckoning
- Fracturi
- Overload
- Quarantine
- Swarm
- Descent (Exo-Zombies)

## Llançament
Call of Duty: Advanced Warfare va ser llançat el 4 de novembre de 2014 per a les plataformes de nova generació (vuitena); Xbox One i PlayStation 4. Per a les versions de Xbox 360 i PlayStation 3, la també subsidiària d'Activision, High Moon Studios, es va fer càrrec de la seva sortida.